# جوزيه لويس روميرو هيكس
جوزيه لويس روميرو هيكس (بالإسبانية: José Luis Romero Hicks)‏ هو محامي وسياسي مكسيكي، ولد في 8 أبريل 1957 في ولاية غواناخواتو في المكسيك. حزبياً، نشط في الحزب الثوري المؤسساتي.